# 能代市文化会館
能代市文化会館は、秋田県能代市にある多目的文化ホールであり、能代市中央公民館が併設されている。また敷地内には緑地庭園を中心として能代市立能代図書館、能代市勤労青少年ホーム、能代市働く婦人の家、保坂福祉会館壽寿園などの公共施設が立ち並ぶ。

## 概要
能代市文化会館は能代市追分町の高台「樽子山」にある多目的文化ホールである。同地には大正時代に旧制能代中学校（現在の秋田県立能代高等学校）が建てられたが、1974年（昭和49年）同市高塙に移転。その跡地を利用して1980年（昭和55年）に文化会館が開館した。かつての同校の正門近くには学舎跡地であることを記念した青春の碑（碑銘揮毫 佐々木満元参議院議員）が立っている。
文化会館の建物内には大・中の２つのホールがあるほか練習室などがあり、同じ建物内には能代市中央公民館も併設されている。文化会館のある敷地内の施設のうち、文化会館、中央公民館、勤労青少年ホーム、働く婦人の家は能代市芸術文化協会が共通して管理している。敷地中央は噴水のある緑地庭園である。

### 文化会館設備
- エントランスホール：常設された美術品などがある
- 大ホール：客席数1,181人（うち車椅子用スペース4、母子席5）
- 中ホール：客席数400人
- 楽屋：大ホール4室、中ホール1室
- 大ホール控室
- 大ホール事務室
- リハーサル室
- 練習屋：2室

### 能代市中央公民館
能代市文化会館建物内に併設された公民館。
第1研修室～第5研修室（うち2室は和室）、視聴覚室、創作室、陶芸窯を貸出ししているほか、生涯学習や料理教室などの事業を行っている。また利用者に向けた談話室兼展示室がある。

### 利用時間
- 9:00～22:00（火曜はホール休み、年末年始休館）

## 能代市勤労青少年ホーム

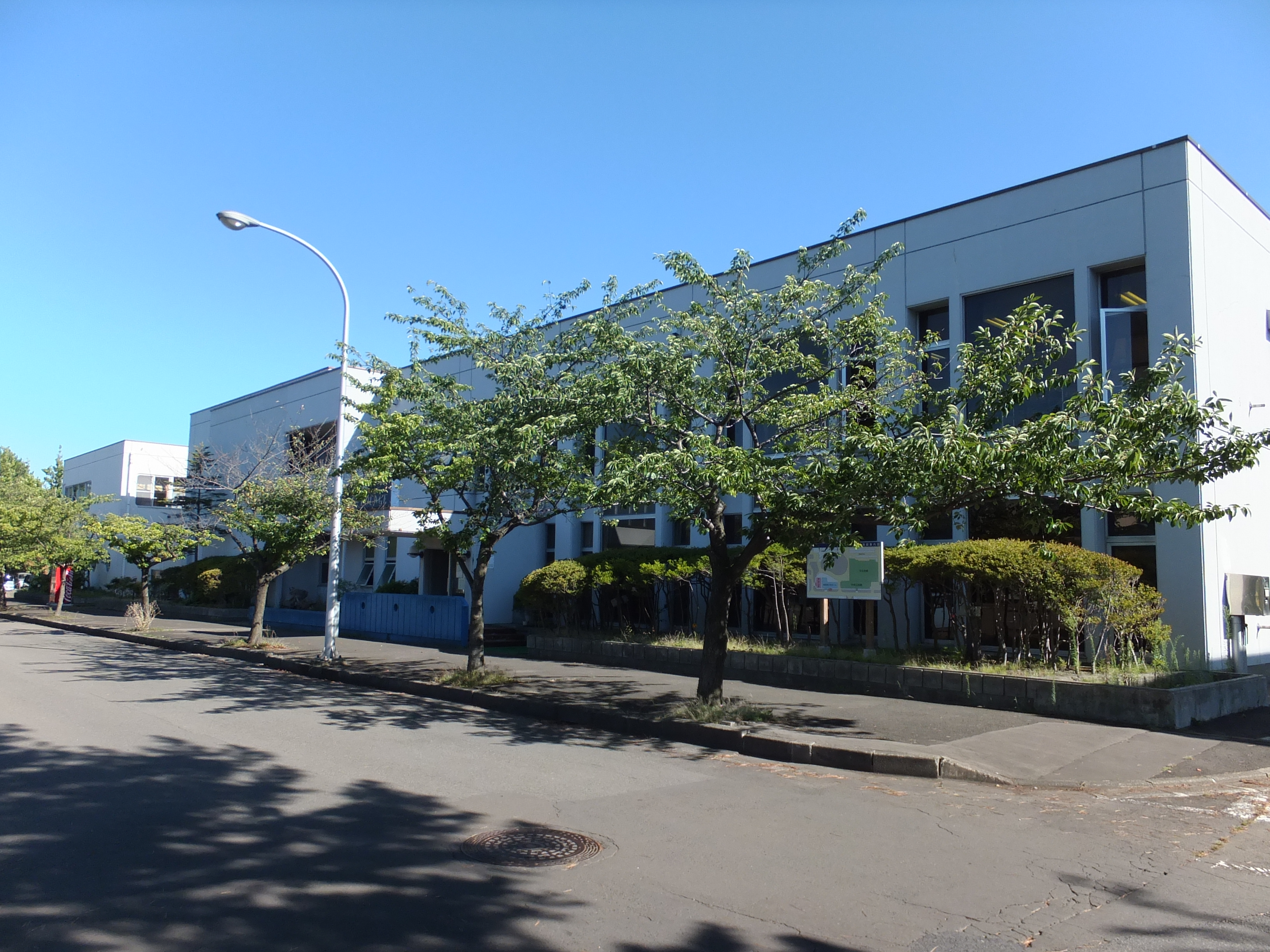
能代市勤労青少年ホーム

能代市文化会館建物の隣の施設であり、スポーツや文化の自主的なサークル活動、講座学習などを通じて働く社会人のアフターファイブの活動の促進と支援を図ることを基本方針とし、主に社会人サークルなどに利用されている。
会議室、第1・第2集会室、第1・第2講習室（和室）、軽運動室、調理室、音楽室を貸し出しているほか、利用者に向けたミーティングスペース、喫茶スペースがある。

## 能代市働く婦人の家
能代市勤労青少年ホーム隣の施設。勤労女性のための施設として建てられたが男性も利用できる。
第1講習室、第2講習室（和室）、第3講習室（和室）、軽運動室、実習室を貸し出しているほか、利用者に向けた託児室、談話室がある。

## 能代市立能代図書館
1902年(明治35年)に「山本郡立図書館」として能代港町長根町に開設された。その後「能代港町立図書館」、「能代市立図書館」と名を変えるが能代大火で焼失し、1950年(昭和25)年に能代市上町に再建された。その後1989年（平成2年）に現在の樽子山の敷地に移転し、2019年(平成31年)、条例改正に伴い「能代市立能代図書館」になった。
蔵書は一般書122,611冊児童書36,833冊、郷土誌は15,712冊である（平成30年度時点）。図書や新聞等の閲覧以外ではインターネットの利用ができるほか、集会室では子供向けの劇や映画上映などが行われる。

### 開館時間
- 9:00～19:00

### 休館日
- 月曜、毎年1日(土日を除く)、年末年始

## 保坂福祉会館壽寿園
能代市出身の実業家、保坂民治の寄付によって1980年(昭和55年)に建てられた福祉施設。研修室、娯楽室、大広間、談話室があり、高齢者の交流や生涯学習などに利用されている。

## 交通アクセス
- 能代南ICより車15分（駐車場369台）
- JR五能線　能代駅より徒歩7分